# 毛利高泰
毛利 高泰（もうり たかやす）は、江戸時代後期の大名。通称は岩之助。豊後国佐伯藩の第11代藩主。官位は従五位下・安房守、伊勢守。

## 略歴
第10代藩主・毛利高翰の長男として誕生。
天保元年（1830年）、従五位下安房守に叙任する。天保3年（1832年）5月23日、父が病を理由に隠居したため、その跡を継いだ。藩財政再建のため、産物方を設置して専売制を行い、さらに殖産興業政策を推進した。また、領内の特産の海産物の流通統制などを行っている。嘉永6年（1853年）のペリー来航で海防が重視されると、西洋軍制を導入して砲術訓練や大砲鋳造などに尽力した。文久2年（1862年）12月9日、病を理由に家督を長男・高謙に譲って隠居した。
明治2年（1869年）に死去した。享年55。法号は泰雲院。

## 系譜
父母
- 毛利高翰（父）

正室
- 延 - 亀井茲尚の娘

子女
- 毛利高謙（長男）